# النخاري (الريدة)
'

تعديل مصدري - تعديل

النخاري هي إحدى قرى عزلة الريدة وقصيعر بمديرية الريدة وقصيعر التابعة لمحافظة حضرموت، بلغ تعداد سكانها 64 نسمة حسب تعداد اليمن لعام 2004.